# Radzimir Piętkowski
Radzimir Henryk Piętkowski (ur. 9 września 1888 w Radomiu – zm. 9 października 1970 w Warszawie) – polski inżynier lądowo-wodny, profesor Politechniki Warszawskiej.

## Życie
Uczył się w gimnazjum rządowym w Lublinie. Uczestnik strajku szkolnego w 1905 roku. Maturę uzyskał zdając egzamin eksternistyczny (1905). Następnie studiował w Instytucie Inżynierów Komunikacji w Petersburgu, który ukończył w 1912. W latach 1913–1915 brał udział w projektowaniu budowli wodnych na Donie oraz opracowania nawodnienia stepu w Turkiestanie. Od 1916 był urzędnikiem rosyjskiego ministerstwa rolnictwa i naczelnikiem rejonu w Dorpacie (1916-1918) - gdzie  projektował i budował drogi, mosty, studnie artezyjskie oraz przystań morską z falochronami. Potem w latach 1918-1919 był zastępcą naczelnika Zarządu Budowy Dróg w Borowiczach pod Piotrogrodem. Następnie pracował w charakterze zastępcy głównego inżyniera w biurze projektowania nawodnienia Turkiestanu w Samarze i Połtawie (1919).
Do kraju powrócił w 1919 roku. Początkowo pracował jako kierownik robót W firmie "Inżynier Mieczysław Szpikowski" (191-1921) a następnie  w różnych firmach budowlanych, Zbudował w tym czasie mosty i przepusty na nowych liniach kolejowych Nasielsk-Sierpc i Kalety-Podzamcze oraz kilka mostów drogowych, w tym duży na kesonach przez Niemen pod Zelwianami, silos cementowni "Roś" ,fabrykę machorki w Grodnie oraz wiele fundamentów na palach. W 1937 otworzył własne przedsiębiorstwo robót fundamentowych, wykonał m.in. fundamenty na palach żelbetowych dla Elektrowni Warszawskiej, dla Państwowych Zakładów Lotniczych w Mielcu i Rzeszowie oraz dla Państwowego Zakładu Ubezpieczeń Wzajemnych w Warszawie. W okresie międzywojennym był także autorem wielu artykułów o organizacji przemysłu i o materiałach budowlanych i fundamentowaniu ogłaszanych w „Przeglądzie Budowlanym” i „Przeglądzie Technicznym”. W okresie okupacji niemieckiej jego firma prowadziła remontowe roboty kolejowe. Po 1945 przedsiębiorstwo zlikwidował.
Od października 1945 związał się z Politechniką Warszawską - prowadząc wykłady z mechaniki gruntów i fundamentowania. na Wydziale Inżynierii (od 1951 Budownictwa Lądowego). W 1946 został profesorem nadzwyczajnym i kierownikiem Katedry Mechaniki Gruntów i Fundamentowania, pierwszej tego typu w Polsce. Udoskonalił metodę palowań systemu Raymonda i Straussa. W 1957 uzyskał stopień doktora nauk technicznych, a w 1959 został profesorem zwyczajnym. Po wojnie ukazały się drukiem jego referaty na krajowych i zagranicznych konferencjach mechaniki gruntów i fundamentowania. Od 1949 był doradcą technicznym Departamentu Dróg Publicznych (od 1951 Centralnego Zarządu Dróg Publicznych) Ministerstwa Komunikacji. Od 1950 był członkiem Towarzystwa Naukowego Warszawskiego, a także inicjatorem powstania a następnie od 1948  przewodniczącym Komitet Geotechniki i Robót Podziemnych Naczelnej Organizacji Technicznej. Był także wiceprzewodniczącym Międzynarodowego Komitetu Urbanistyki Podziemnej.
W 1960 przeszedł na emeryturę. Pochowany wraz z żoną na cmentarzu Powązkowskim w Warszawie, (kwatera 274, rząd 2, miejsce 13)

### Podręczniki Radzimira Piętkowskiego
- Mechanika gruntów, Warszawa,1952, 2 wyd. 1957 i 3 wyd.1964
- Fundamentowanie, Warszawa 1956, 2 1959 i  3 wyd. 1969.

### Odznaczony
Krzyż Oficerski Orderu Odrodzenia Polski.

## Życie prywatne
Był synem lekarza Bronisława i Pelagii z Ankowskich. Ożenił się z Marią z Wiechniakowskich (1900-1962). Ich jedyny syn Andrzej, żołnierz Armii Krajowej zginął jako powstaniec warszawski (1923-1944).

## Literatura
- Bolesław Chwaściński, PIętkowski Radzimir (1888-1970), Polski Słownik Biograficzny, t. 26, Wrocław-Warszawa-Kraków-Gdańsk-Łódź 1981, s. 205-206